# Proiecte
Proiecte este un film românesc din 2016 regizat de Alexandru Sîrbu.